# Kryterium Asów Polskich Lig Żużlowych im. Mieczysława Połukarda 2006
Kryterium Asów Polskich Lig Żużlowych im. Mieczysława Połukarda 2006 – 25. edycja turnieju żużlowego poświęconego pamięci polskiego żużlowca, Mieczysława Połukarda odbył się 2 kwietnia 2006. Zwyciężył Sebastian Ułamek.

## Wyniki
- 2 kwietnia 2006 (niedziela), Stadion Polonii Bydgoszcz
- NCD: Sebastian Ułamek - 64,00 w wyścigu 3
- Sędzia: Leszek Demski z Ostrowa Wielkopolskiego

| Msc. | Zawodnik                 | Klub        | Pkt  |             |  |
| ---- | ------------------------ | ----------- | ---- | ----------- |  |
| 1    | (9) Sebastian Ułamek     | Częstochowa | 14   | (3,2,3,3,3) |  |
| 2    | (1) Robert Kościecha     | Bydgoszcz   | 12   | (3,3,1,2,3) |  |
| 3    | (6) Krzysztof Buczkowski | Bydgoszcz   | 11+3 | (2,1,3,2,3) |  |
| 4    | (14) Robert Sawina       | Bydgoszcz   | 11+2 | (2,3,2,1,3) |  |
| 5    | (5) Piotr Protasiewicz   | Bydgoszcz   | 10   | (3,d,3,3,1) |  |
| 6    | (3) Krzysztof Kasprzak   | Leszno      | 9    | (2,3,0,2,2) |  |
| 7    | (4) Wiesław Jaguś        | Toruń       | 9    | (1,3,2,1,2) |  |
| 8    | (15) Adrian Miedziński   | Toruń       | 8    | (3,2,1,0,2) |  |
| 9    | (13) Sławomir Drabik     | Częstochowa | 7    | (0,1,3,2,1) |  |
| 10   | (16) Tomasz Gapiński     | Wrocław     | 7    | (1,2,2,0,2) |  |
| 11   | (10) Roman Poważny       | Rosja       | 6    | (2,2,t,1,1) |  |
| 12   | (12) Karol Ząbik         | Toruń       | 5    | (0,0,2,3,d) |  |
| 13   | rez. Marcin Jędrzejewski | Bydgoszcz   | 4    | (1,3,0)     |  |
| 14   | (2) Roman Chromik        | Rybnik      | 2    | (0,d,0,1,1) |  |
| 15   | (7) Piotr Świst          | Lublin      | 2    | (1,1,0,d,0) |  |
| 16   | (8) Robert Klecha        | Bydgoszcz   | 2    | (d,1,1,d,d) |  |
| 17   | (11) Maciej Kuciapa      | Rzeszów     | 1    | (1,0,u/ns)  |  |

Bieg po biegu
1. [64,30] Kościecha, Kasprzak, Jaguś, Chromik
2. [64,49] Protasiewicz, Buczkowski, Świst, Klecha
3. [64,00] Ułamek, Poważny, Kuciapa, Ząbik
4. [65,44] Miedziński, Sawina, Gapiński, Drabik
5. [64,33] Kościecha, Ułamek, Drabik, Protasiewicz
6. [64,22] Sawina, Poważny, Buczkowski, Chromik
7. [64,13] Kasprzak, Miedziński, Świst, Kuciapa
8. [63,77] Jaguś, Gapiński, Klecha, Ząbik
9. [64,11] Buczkowski, Gapiński, Kościecha, Kuciapa
10. [64,25] Protasiewicz, Ząbik, Miedziński, Chromik
11. [64,53] Ułamek, Sawina, Klecha, Kasprzak
12. [64,53] Drabik, Jaguś, Jędrzejewski, Świst Jędrzejewski za Poważnego
13. [64,37] Ząbik, Kościecha, Sawina, Świst
14. [64,84] Jędrzejewski, Drabik, Chromik, Klecha Jędrzejewski za Kuciapę
15. [64,16] Protasiewicz, Kasprzak, Poważny, Gapiński
16. [63,86] Ułamek, Buczkowski, Jaguś, Miedziński
17. [64,63] Kościecha, Miedziński, Poważny, Klecha
18. [64,75] Ułamek, Gapiński, Chromik, Świst
19. [64,59] Buczkowski, Kasprzak, Drabik, Ząbik
20. [64,10] Sawina, Jaguś, Protasiewicz, Jędrzejewski Jędrzejewski za Kuciapę
21. Wyścig dodatkowy o 3. miejsce: [64,41] Buczkowski i Sawina